# Hadruroides geckoi
Espèce
Hadruroides geckoi est une espèce de scorpions de la famille des Caraboctonidae.

## Distribution
Cette espèce est endémique de la région de Cajamarca au Pérou. Elle se rencontre vers Balsas à 1 141 m d'altitude.

## Description
Le mâle holotype mesure 48,5 mm et la femelle paratype 39,5 mm, les mâles mesurent de 40,2 à 48,5 mm et les femelles de 38,9 à 40,4 mm.

## Étymologie
Cette espèce est nommée en l'honneur de Roberto Gecko Gutiérrez.

## Publication originale
- Ochoa & Prendini, 2010 : The genus Hadruroides Pocock, 1893 (Scorpiones, Iuridae), in Peru : new records and descriptions of six new species. American Museum of Natural History, no 3687, p. 1-56 (texte intégral).